# Vesnohirske, Nedrîhailiv
Vesnohirske (în ucraineană Весногірське) este un sat în comuna Vilșana din raionul Nedrîhailiv, regiunea Sumî, Ucraina.

## Demografie
Componența lingvistică a localității Vesnohirske
     Ucraineană (95,74%)
     Rusă (4,26%)
Conform recensământului din 2001, majoritatea populației localității Vesnohirske era vorbitoare de ucraineană (95,74%), existând în minoritate și vorbitori de rusă (4,26%).